# Feuerschwanz/Diskografie
Diese Diskografie ist eine Übersicht über die musikalischen Werke der deutschen Mittelalter-Rock- und Metalband Feuerschwanz. Ihre erfolgreichsten Veröffentlichungen sind die Studioalben Memento mori und Fegefeuer, welche beide zu Nummer-eins-Alben avancierten.

## Alben

### Studioalben
| Jahr | Titel Musiklabel                                    | Höchstplatzierung, Gesamtwochen, AuszeichnungChartplatzierungen (Jahr, Titel, Musiklabel, Platzierungen, Wochen, Auszeichnungen, Anmerkungen) | Höchstplatzierung, Gesamtwochen, AuszeichnungChartplatzierungen (Jahr, Titel, Musiklabel, Platzierungen, Wochen, Auszeichnungen, Anmerkungen) | Höchstplatzierung, Gesamtwochen, AuszeichnungChartplatzierungen (Jahr, Titel, Musiklabel, Platzierungen, Wochen, Auszeichnungen, Anmerkungen) | Anmerkungen                              |
| Jahr | Titel Musiklabel                                    | DE | AT | CH | Anmerkungen                              |
| ---- | --------------------------------------------------- | --- | --- | --- | ---------------------------------------- |
| 2005 | Prima Nocte Deaf Shepherd Recordings (Indigo)       | — | — | — | Erstveröffentlichung: 25. November 2005  |
| 2007 | Met und Miezen Deaf Shepherd Recordings (Indigo)    | — | — | — | Erstveröffentlichung: 8. Juni 2007       |
| 2009 | Metvernichter Deaf Shepherd Recordings (Indigo)     | — | — | — | Erstveröffentlichung: 18. September 2009 |
| 2011 | Wunsch ist Wunsch Deaf Shepherd Recordings (Indigo) | DE95 (1 Wo.)DE | — | — | Erstveröffentlichung: 18. März 2011      |
| 2012 | Walhalligalli F.A.M.E. Recordings (Sony)            | DE37 (1 Wo.)DE | — | — | Erstveröffentlichung: 31. August 2012    |
| 2014 | Auf’s Leben! F.A.M.E. Recordings (Sony)             | DE29 (1 Wo.)DE | — | — | Erstveröffentlichung: 19. September 2014 |
| 2016 | Sex is Muss F.A.M.E. Recordings (Sony)              | DE7 (3 Wo.)DE | AT35 (1 Wo.)AT | CH85 (1 Wo.)CH | Erstveröffentlichung: 19. August 2016    |
| 2018 | Methämmer F.A.M.E. Recordings (Sony)                | DE6 (3 Wo.)DE | AT26 (1 Wo.)AT | CH31 (1 Wo.)CH | Erstveröffentlichung: 17. August 2018    |
| 2020 | Das elfte Gebot Napalm Records (UMG)                | DE3 (8 Wo.)DE | AT7 (2 Wo.)AT | CH9 (2 Wo.)CH | Erstveröffentlichung: 26. Juni 2020      |
| 2021 | Memento mori Napalm Records (UMG)                   | DE1 (9 Wo.)DE | AT13 (2 Wo.)AT | CH19 (4 Wo.)CH | Erstveröffentlichung: 30. Dezember 2021  |
| 2023 | Fegefeuer Napalm Records (UMG)                      | DE1 (5 Wo.)DE | AT3 (1 Wo.)AT | CH10 (1 Wo.)CH | Erstveröffentlichung: 21. Juli 2023      |

### Livealben
| Jahr | Titel Musiklabel                                        | Höchstplatzierung, Gesamtwochen, AuszeichnungChartplatzierungen (Jahr, Titel, Musiklabel, Platzierungen, Wochen, Auszeichnungen, Anmerkungen) | Höchstplatzierung, Gesamtwochen, AuszeichnungChartplatzierungen (Jahr, Titel, Musiklabel, Platzierungen, Wochen, Auszeichnungen, Anmerkungen) | Höchstplatzierung, Gesamtwochen, AuszeichnungChartplatzierungen (Jahr, Titel, Musiklabel, Platzierungen, Wochen, Auszeichnungen, Anmerkungen) | Anmerkungen                            |
| Jahr | Titel Musiklabel                                        | DE | AT | CH | Anmerkungen                            |
| ---- | ------------------------------------------------------- | --- | --- | --- | -------------------------------------- |
| 2008 | Drachentanz – Live Deaf Shepherd Recordings (Indigo)    | — | — | — | Erstveröffentlichung: 10. Oktober 2008 |
| 2015 | 10 Jahre Feuerschwanz – Live F.A.M.E. Recordings (Sony) | — | — | — | Erstveröffentlichung: 27. März 2015    |
| 2021 | Die letzte Schlacht Napalm Records (UMG)                | DE4 (3 Wo.)DE | — | — | Erstveröffentlichung: 6. August 2021   |

### Kompilationen
| Jahr | Titel Musiklabel                                           | Höchstplatzierung, Gesamtwochen, AuszeichnungChartplatzierungen (Jahr, Titel, Musiklabel, Platzierungen, Wochen, Auszeichnungen, Anmerkungen) | Höchstplatzierung, Gesamtwochen, AuszeichnungChartplatzierungen (Jahr, Titel, Musiklabel, Platzierungen, Wochen, Auszeichnungen, Anmerkungen) | Höchstplatzierung, Gesamtwochen, AuszeichnungChartplatzierungen (Jahr, Titel, Musiklabel, Platzierungen, Wochen, Auszeichnungen, Anmerkungen) | Anmerkungen                             |
| Jahr | Titel Musiklabel                                           | DE | AT | CH | Anmerkungen                             |
| ---- | ---------------------------------------------------------- | --- | --- | --- | --------------------------------------- |
| 2019 | Best of – 15 Jahre Feuerschwanz F.A.M.E. Recordings (Sony) | — | — | — | Erstveröffentlichung: 15. November 2019 |
| 2022 | Todsünden Napalm Records (UMG)                             | DE5 (1 Wo.)DE | AT59 (1 Wo.)AT | CH78 (1 Wo.)CH | Erstveröffentlichung: 30. Dezember 2022 |
| 2024 | Warriors Napalm Records (UMG)                              | DE8 (1 Wo.)DE | AT7 (1 Wo.)AT | CH75 (1 Wo.)CH | Erstveröffentlichung: 3. Mai 2024       |

## Singles

### Als Leadmusiker
| Jahr | Titel Album                                                           | Anmerkungen                                                                                                   |
| ---- | --------------------------------------------------------------------- | --- |
| 2016 | Sex is Muss                                                           | Erstveröffentlichung: 29. Juli 2016                                                                           |
| 2018 | Schubsetanz Methämmer                                                 | Erstveröffentlichung: 8. Juni 2018                                                                            |
| 2018 | Methämmer                                                             | Erstveröffentlichung: 20. Juli 2018                                                                           |
| 2020 | Metfest Das elfte Gebot                                               | Erstveröffentlichung: 12. März 2020                                                                           |
| 2020 | Das elfte Gebot                                                       | Erstveröffentlichung: 7. April 2020                                                                           |
| 2020 | I See Fire Die sieben Todsünden                                       | Erstveröffentlichung: 6. Mai 2020 Original: Ed Sheeran                                                        |
| 2020 | Ding Die sieben Todsünden                                             | Erstveröffentlichung: 9. Juni 2020 feat. Melissa Bonny: Original: Seeed                                       |
| 2021 | Schildmaid (Live) Die letzte Schlacht                                 | Erstveröffentlichung: 5. Juli 2021 feat. Saltatio Mortis                                                      |
| 2021 | Untot im Drachenboot Memento mori                                     | Erstveröffentlichung: 30. September 2021                                                                      |
| 2021 | Memento mori                                                          | Erstveröffentlichung: 8. November 2021                                                                        |
| 2021 | Warriors of the World United Die glorreichen Sieben                   | Erstveröffentlichung: 6. Dezember 2021 feat. Melissa Bonny, Angus McFife & Saltatio Mortis; Original: Manowar |
| 2021 | Krampus Memento mori                                                  | Erstveröffentlichung: 24. Dezember 2021                                                                       |
| 2022 | Blinding Lights Todsünden                                             | Erstveröffentlichung: 13. Oktober 2022 Original: The Weeknd                                                   |
| 2022 | Gimme! Gimme! Gimme! Todsünden                                        | Erstveröffentlichung: 30. November 2022 Original: ABBA                                                        |
| 2023 | Bastard von Asgard Fegefeuer                                          | Erstveröffentlichung: 4. April 2023 feat. Fabienne Erni                                                       |
| 2023 | Bezerkermode Fegefeuer                                                | Erstveröffentlichung: 9. Mai 2023                                                                             |
| 2023 | Untot im Drachenboot (Live in Wacken 2022) Fegefeuer (Deluxe Edition) | Erstveröffentlichung: 13. Juni 2023                                                                           |
| 2023 | SGFRD Dragonslayer Fegefeuer                                          | Erstveröffentlichung: 6. Juli 2023                                                                            |
| 2024 | Highlander Warriors                                                   | Erstveröffentlichung: 8. Februar 2024                                                                         |
| 2024 | The Unholy Grail Warriors                                             | Erstveröffentlichung: 7. März 2024 feat. Dominum & Orden Ogan                                                 |
| 2024 | Valhalla Calling Warriors                                             | Erstveröffentlichung: 10. April 2024 Original: Miracle of Sound                                               |
| 2024 | Lords of Fyre –                                                       | Erstveröffentlichung: 12. November 2024 mit Lord of the Lost                                                  |
| 2025 | Knightclub –                                                          | Erstveröffentlichung: 21. Februar 2025 feat. Dag SDP                                                          |
| 2025 | Gangnam Style –                                                       | Erstveröffentlichung: 17. April 2025 Original: Psy                                                            |
| 2025 | Valhalla –                                                            | Erstveröffentlichung: 8. Juli 2025 feat. Doro                                                                 |
| 2025 | Sam the Brave –                                                       | Erstveröffentlichung: 19. August 2025                                                                         |

### Als Gastmusiker
| Jahr | Titel Album                                           | Anmerkungen |
| ---- | ----------------------------------------------------- | --- |
| 2020 | Kaufmann und Maid Feuer & Flamme (Helden Edition)     | Erstveröffentlichung: 13. November 2020 mit Saltatio Mortis, Sasha, Subway to Sally, Tanzwut, dArtagnan & Patty Gurdy                      |
| 2021 | Veitstanz (Live) Eisheilige Nacht: Back to Lindenpark | Erstveröffentlichung: 6. April 2021 Subway to Sally feat. Chris Harms, Feuerschwanz, Patty Gurdy, MajorVoice, Saltatio Mortis & Schandmaul |
| 2022 | Königsgarde Knüppel aus dem Sack                      | Erstveröffentlichung: 13. April 2022 Schandmaul feat. Saltatio Mortis & Feuerschwanz                                                       |

## Videoalben und Musikvideos

### Videoalben
| Jahr | Titel Musiklabel                                        | Anmerkungen                                                                              |
| ---- | ------------------------------------------------------- | ---------------------------------------------------------------------------------------- |
| 2015 | 10 Jahre Feuerschwanz – Live F.A.M.E. Recordings (Sony) | Erstveröffentlichung: 27. März 2015                                                      |
| 2021 | Die letzte Schlacht Napalm Records (UMG)                | Erstveröffentlichung: 6. August 2021 Verkäufe werden in DE/CH dem Livealbum hinzuaddiert |

### Musikvideos
| Jahr | Titel                          | Regie                                                                  |
| ---- | ------------------------------ | ---------------------------------------------------------------------- |
| 2010 | Ich will tanzen                |                                                                        |
| 2010 | Am Feuer                       |                                                                        |
| 2011 | Der Henker                     |                                                                        |
| 2012 | Wir lieben Dudelsack           |                                                                        |
| 2012 | Metnotstand im Märchenland     |                                                                        |
| 2012 | Der Geizhals                   | Janina Quakenack                                                       |
| 2014 | Herz im Sturm                  | Pixobert                                                               |
| 2014 | Auf Wiederseh’n                | Martin Müller                                                          |
| 2015 | Blöde Frage, Saufgelage!       | Pixobert                                                               |
| 2016 | Sex is Muss                    | Pixobert                                                               |
| 2016 | Krieger des Mets               |                                                                        |
| 2017 | Moralisch (höchst verwerflich) |                                                                        |
| 2018 | Schubsetanz                    | Robert Gruss (Original, 2018) — (Black-Metal-Version, 2021)            |
| 2018 | Methämmer                      | Robert Gruss                                                           |
| 2020 | Das elfte Gebot                | Nikolaj Georgiew (Original, 2020) Matthias Pracht (Epic Edition, 2025) |
| 2020 | I See Fire                     |                                                                        |
| 2020 | Ding                           | Nikolaj Georgiew                                                       |
| 2020 | Meister der Minne              | Nikolaj Georgiew                                                       |
| 2020 | Malleus maleficarum            | 3HE, Svenja Metzner, Pixobert                                          |
| 2020 | Im Bauch des Wals              | Svenja Metzner                                                         |
| 2020 | Hier kommt Alex                |                                                                        |
| 2020 | Kaufmann und Maid              | Robin Biesenbach, Simon Volz                                           |
| 2021 | Kampfzwerg                     |                                                                        |
| 2021 | Untot im Drachenboot           |                                                                        |
| 2021 | Memento mori                   |                                                                        |
| 2021 | Warriors of the World United   |                                                                        |
| 2021 | Krampus                        |                                                                        |
| 2021 | Ultima nocte                   | Nikolaj Georgiew                                                       |
| 2022 | Dragostea din tei              |                                                                        |
| 2022 | Skaldenmet                     |                                                                        |
| 2022 | Königsgarde                    | Jörg Kundinger, Matthias Pracht                                        |
| 2022 | Das Herz eines Drachen         |                                                                        |
| 2022 | Blinding Lights                |                                                                        |
| 2022 | Gimme! Gimme! Gimme!           |                                                                        |
| 2023 | Bastard von Asgard             |                                                                        |
| 2023 | Berzerkmode                    |                                                                        |
| 2023 | SGFRD Dragonslayer             |                                                                        |
| 2024 | Highlander                     |                                                                        |
| 2024 | Valhalla Calling               | G13                                                                    |
| 2024 | Lords of Fyre                  | VDPictures                                                             |
| 2025 | Knightclub                     | Oliver Schillo, Pascal Schillo                                         |
| 2025 | Gangnam Style                  | Nikolaj Georgiew                                                       |
| 2025 | Valhalla                       | Mirko Witzki                                                           |
| 2025 | Sam the Brave                  | Scott Kennedy                                                          |

## Promoveröffentlichungen
| Jahr | Titel Album                              | Anmerkungen                           |
| ---- | ---------------------------------------- | ------------------------------------- |
| 2012 | Metnotstand im Märchenland Walhalligalli | Erstveröffentlichung: 31. August 2012 |
| 2014 | Auf’s Leben!                             | Erstveröffentlichung: 2014            |

| Jahr | Titel Album     | Anmerkungen                                                |
| ---- | --------------- | ---------------------------------------------------------- |
| 2021 | Amen & Attack – | Erstveröffentlichung: 7. Mai 2021 Powerwolf / Feuerschwanz |

## Sonderveröffentlichungen

### Alben
| Jahr | Titel Musiklabel                               | Anmerkungen                                                                 |
| ---- | ---------------------------------------------- | --------------------------------------------------------------------------- |
| 2018 | Feuerschwanz – Live F.A.M.E. Recordings (Sony) | Erstveröffentlichung: 17. August 2018 Teil von Methämmer (Extended Version) |
| 2023 | Live in Wacken 2022 Napalm Records (UMG)       | Erstveröffentlichung: 21. Juli 2023 Teil von Fegefeuer (Deluxe Version)     |

| Jahr | Titel Musiklabel                            | Anmerkungen |
| ---- | ------------------------------------------- | --- |
| 2020 | Die sieben Todsünden Napalm Records (UMG)   | Erstveröffentlichung: 26. Juni 2020 Teil von Das elfte Gebot (Deluxe Version)                                                           |
| 2021 | Die glorreichen Sieben Napalm Records (UMG) | Erstveröffentlichung: 30. Dezember 2021 Teil von Memento mori (Deluxe Version)                                                          |
| 2023 | Maximum Berzerker Metal Hammer (MH)         | Erstveröffentlichung: 21. Juni 2023 Beilage im Metal Hammer 07/2023 Verkäufe: 666 als Jewelcase (limitiert), sonst in Kartonstecktasche |

| Jahr | Titel Musiklabel                             | Anmerkungen                |
| ---- | -------------------------------------------- | -------------------------- |
| 2004 | … des Hauptmanns geiler Haufen Eigenvertrieb | Erstveröffentlichung: 2004 |

| Jahr | Titel Musiklabel                       | Anmerkungen |
| ---- | -------------------------------------- | --- |
| 2015 | Gods of Met F.A.M.E. Recordings (Sony) | Erstveröffentlichung: 27. März 2015 Aufgeführt und aufgenommen bei 10 Jahre Feuerschwanz – Live Teil von 10 Jahre Feuerschwanz – Live (Fanpackage) |

| Jahr | Titel Musiklabel                                   | Anmerkungen                                                                       |
| ---- | -------------------------------------------------- | --------------------------------------------------------------------------------- |
| 2020 | Original Album Classics F.A.M.E. Recordings (Sony) | Erstveröffentlichung: 11. September 2020 Teil der „Original-Album-Classics“-Reihe |

### Lieder
| Jahr | Titel Album                                                 | Anmerkungen |
| ---- | ----------------------------------------------------------- | --- |
| 2018 | Die glorreichen Sieben Blindflug (Limited-Edition)          | Erstveröffentlichung: 26. Januar 2018 Harpyie feat. Feuerschwanz                                                                           |
| 2021 | Kaufmann und Maid Feuer & Flamme                            | Erstveröffentlichung: 26. März 2021 mit Saltatio Mortis, Sasha, Subway to Sally, Tanzwut, dArtagnan & Patty Gurdy                          |
| 2021 | Das elfte Gebot (Live) Eisheilige Nacht: Back to Lindenpark | Erstveröffentlichung: 18. Juni 2021 Subway to Sally feat. Feuerschwanz                                                                     |
| 2021 | Sieben (Live) Eisheilige Nacht: Back to Lindenpark          | Erstveröffentlichung: 18. Juni 2021 Subway to Sally feat. Feuerschwanz                                                                     |
| 2021 | Veitstanz (Live) Eisheilige Nacht: Back to Lindenpark       | Erstveröffentlichung: 18. Juni 2021 Subway to Sally feat. Chris Harms, Feuerschwanz, Patty Gurdy, MajorVoice, Saltatio Mortis & Schandmaul |
| 2021 | Brunhild (Live) Ein Traum von Freiheit                      | Erstveröffentlichung: 27. August 2021 Saltatio Mortis feat. Feuerschwanz & dArtagnan                                                       |
| 2021 | Chanson de Roland (Live) Feuer & Flamme – Live              | Erstveröffentlichung: 19. November 2021 dArtagnan feat. Feuerschwanz                                                                       |
| 2022 | Turbo Boost Muscle Bound for Glory                          | Erstveröffentlichung: 25. Februar 2022 Grailknights feat. Feuerschwanz                                                                     |
| 2022 | Königsgarde Knüppel aus dem Sack                            | Erstveröffentlichung: 13. April 2022 Schandmaul feat. Saltatio Mortis & Feuerschwanz                                                       |

| Jahr | Titel Album                             | Anmerkungen                                                     |
| ---- | --------------------------------------- | --------------------------------------------------------------- |
| 2006 | Teufelsschwanz New Signs & Sounds 02/06 | Erstveröffentlichung: 2006 Sampler-Beilage im Zillo             |
| 2012 | Kleid aus Rosen XX Eisheilige Nacht     | Erstveröffentlichung: 2012 Original: Subway to Sally            |
| 2015 | Galgenballade 15 Jahre 15 Bands         | Erstveröffentlichung: 14. August 2015 Original: Saltatio Mortis |

### Videoalben
| Jahr | Titel Musiklabel                                   | Anmerkungen                                                                      |
| ---- | -------------------------------------------------- | -------------------------------------------------------------------------------- |
| 2014 | Summer Breeze Live 2013 F.A.M.E. Recordings (Sony) | Erstveröffentlichung: 19. September 2014 Teil von Auf’s Leben! (Special-Edition) |

## Statistik

### Chartauswertung
|                     | DE     | AT    | CH    |
| ------------------- | ------ | ----- | ----- |
| Nummer-eins-Alben   | DE2DE  | AT—AT | CH—CH |
| Top-10-Alben        | DE8DE  | AT3AT | CH2CH |
| Alben in den Charts | DE11DE | AT7AT | CH7CH |